# Holly Gagnier
Holly Gagnier (Ventura, Californië, 12 december 1958) is een Amerikaanse actrice.

## Levensloop en carrière
Gagnier begon haar acteercarrière in 1968. Ze speelde vooral gastrollen, zoals in Murder, She Wrote, Silk Stalkings en ER. Tussen 1989 en 1990 speelde ze een hoofdrol in Baywatch.
- Bibliothèque nationale de France: cb14179658g (data)
- International Standard Name Identifier: 0000 0000 0334 087X
- Virtual International Authority File: 305232886